# Gyüre
Gyüre község az Észak-Alföldi régióban, Szabolcs-Szatmár-Bereg vármegyében, a Vásárosnaményi járásban.

## Fekvése
A vármegye északkeleti részén helyezkedik el, a Tisza bal parti oldalán, a megyeszékhelytől, Nyíregyházától mintegy 60, Vásárosnaménytól 8 kilométerre északra.
A szomszédos települések: észak felől Aranyosapáti, északkelet felől a folyó túlsó partján fekvő Tiszavid és Tiszaszalka, dél felől Nagyvarsány (mellyel szinte egybeépült), délnyugat felől Ilk és Gemzse, nyugat felől pedig Lövőpetri.

### Megközelítése
Közúton a Záhonytól Vásárosnaményig vezető 4115-ös úton érhető el, Aranyosapátin vagy Nagyvarsányon keresztül.
A hazai vasútvonalak közül a települést a MÁV 111-es számú Mátészalka–Záhony-vasútvonala érinti, melynek egy megállási pontja van itt. Gyüre vasútállomás a központ délnyugati részén helyezkedik el, közúti elérését a 4115-ös útból kiágazó 41 317-es számú mellékút (Vasút utca) biztosítja.

## Története
Gyüre nevét az oklevelek 1270-1290 között említették először az Isztokról idevezető úttal kapcsolatban.
A település a Baksa nemzetséghez tartozó Baksa fia Miklós birtoka volt.
A 15. században az Ibrányi család volt a település birtokosa.
A 18. század végén és a 19. század elején több birtokosa is volt: így a Gyulai, Ibrányi, Leövey, Erdőhegyi, Király, Soldos, Szuhay családok és Neupauer Sámuel volt itt birtokos.
A 20. század elején Erdőhegyi Lajos volt a település nagyobb földesura.
1978. december 31-én Varsánygyüre néven egyesítették Nagyvarsánnyal, de 1991. január 1. óta ismét önálló község.

## Közélete
A települési önkormányzat címe: 4813 Gyüre, Árpád út 22., telefonszámai: 45/481-811, 45/709-133, faxszámai: 45/580-011, 45/709-173, e-mail címei (melyek egy része feltehetőleg már elavult): gyureonkorm@freemail.hu, phgyure@axelero.hu.

### Polgármesterei
- 1991–1994:
- 1994–1998: Zsoldos Ferenc (független)[3]
- 1998–1999: Bereczki Lajos (független)[4]
- 1999–2002: Herczeg László (FKgP)[5]
- 2002–2006: Herczeg László (független)[6]
- 2006–2010: Zsoldos Tibor (független)[7]
- 2010–2014: Zsoldos Tibor Attila (független)[8]
- 2014–2019: Kovács Zsolt (független)[9]
- 2019–2024: Kiss Zoltán Bertalan (független)[10]
- 2024– : Kiss Zoltán Bertalan (Fidesz-KDNP)[1]

A rendszerváltás utáni első önkormányzati választáson az akkor még Nagyvarsánnyal közös település polgármesterévé Szűcs Ilona független jelöltet választották, aki előtte, 1986-tól négy éven át már tanácselnökként is vezette az egyesített községet. A szétválás után Szűcs Ilona Nagyvarsány polgármestere maradt, Gyürén minden bizonnyal időközi polgármester-választást kellett tartani.
1999. augusztus 1-jén a településen ismét időközi polgármester-választást (és képviselő-testületi választást) tartottak, feltehetőleg az előző képviselő-testület önfeloszlatása miatt; a választáson az előző polgármester nem indult el.

## Népesség
A település népességének változása:
| Lakosok száma | 1200 | 1198 | 1244 | 1241 | 1189 | 1207 | 1182 |
|               | 2013 | 2014 | 2015 | 2021 | 2022 | 2023 | 2024 |

2001-ben a település lakosságának 87%-a magyar, 13%-a cigány nemzetiségűnek vallotta magát.
A 2011-es népszámlálás során a lakosok 97,2%-a magyarnak, 22,2% cigánynak, 0,2% ukránnak mondta magát (2,7% nem nyilatkozott; a kettős identitások miatt a végösszeg nagyobb lehet 100%-nál).
2022-ben a lakosság 94,2%-a vallotta magát magyarnak, 13,4% cigánynak, 0,3% horvátnak, 0,1-0,1% ukránnak, szlováknak, görögnek, szerbnek és bolgárnak, 0,8% egyéb, nem hazai nemzetiségűnek (5,8% nem nyilatkozott; a kettős identitások miatt a végösszeg nagyobb lehet 100%-nál).

## Vallás
A 2001-es népszámlálás adatai alapján a lakosság többsége, kb. 67,5%-a református. Görögkatolikus kb. 12,5%, római katolikus kb. 8%, míg más egyházhoz, illetve felekezethez kb. 6,5% tartozik. Nem tartozik egyetlen egyházhoz, felekezethez sem, vagy nem válaszolt kb. 5,5%.
2011-ben a vallási megoszlás a következő volt: római katolikus 7,3%, református 66%, görögkatolikus 10,3%, felekezeten kívüli 5,3% (5,1% nem válaszolt).
2022-ben vallásuk szerint 2,9% volt római katolikus, 52,8% református, 9,2% görög katolikus, 3,7% egyéb keresztény, 6,3% felekezeten kívüli (23,1% nem válaszolt).

### Református egyház
A Tiszántúli Református Egyházkerület (püspökség) Szabolcs-Beregi Református Egyházmegyéjéhez (esperesség) tartozik, mint önálló anyaegyházközség.

### Római katolikus egyház
A Debrecen-Nyíregyházi egyházmegye (püspökség) Szabolcsi Főesperességének Szatmári Esperesi Kerületéhez tartozik. Nem rendelkezik önálló plébániával, Vásárosnamény római katolikus plébániájának fíliája. A miséket a település görögkatolikus kápolnájában szokták tartani.

### Evangélikus egyház
Az Északi Evangélikus Egyházkerület (püspökség) Hajdú-Szabolcsi Egyházmegyéjének (esperesség) Nyírszőlősi evangélikus Egyházközségéhez tartozik, mint szórvány.

## Természeti értékek
- A Tisza és árterülete
- A vidiszegi Tisza-holtág horgászási lehetőséget nyújt.

## Nevezetességei
- Református templom: 1800 körül épült, késő barokk stílusban. Tornyát az 1830-as években emelték.
- Görögkatolikus (Könnyező Pócsi Szűzanya-) kápolna.
- Millenniumi emlékpark.
- Hősi emlékmű: 1994-ben állították.
- Láczay-ház: 1828-ban épült, klasszicista stílusban. Egyszerű, oszlopos tornácú falusi lakóház.

## Itt születtek
- Harsányi Pál (1806–1883) író, költő, politikus.
- Árokháti Béla (1890–1942) hitoktató, egyházi karnagy.
- Galambos József (1900–1980) maratoni futó, olimpiai résztvevő
- Jalcs Irén (1963) Aranytoll és Emberi Hang díjas író
- Egressyné Szentpétery Zsuzsanna (1816–1888) színésznő